# Warszawa Jeziorki
Warszawa Jeziorki – przystanek osobowy znajdujący się na linii kolejowej nr 8 Warszawa Zachodnia - Kraków Główny (nazywanej przez mieszkańców warszawskiej aglomeracji miejskiej ,,linią radomską"). Usytuowany jest w pobliżu osiedla Jeziorki, na Ursynowie.

## Ruch pasażerski[2]
| Rok  | Wymiana pasażerska na dobę |
| ---- | -------------------------- |
| 2017 | 1000-1500                  |
| 2018 | 1500-2000                  |
| 2019 | 2000-3000                  |
| 2020 | 1000-1500                  |
| 2021 | 1000-1500                  |
| 2022 | 1500-2000                  |
| 2023 | 2600                       |

## Infrastruktura
Obiekt leży na szlaku Warszawa Okęcie - Piaseczno, posiada dwa perony jednokrawędziowe i usytuowane pomiędzy nimi tory szlakowe linii kolejowej nr 8, na której się znajduje. Na peronie zamontowano wiaty siedziskowe.

## Opis
Po raz pierwszy przystanek osobowy pojawia się w rozkładzie jazdy w roku 1936 i nosił wówczas nazwę ,,Iwiczna". Do wybuchu II wojny światowej nie został jednak uruchomiony. 
| Linia | Operator           | Trasa                                                                                      |
| ----- | ------------------ | ------------------------------------------------------------------------------------------ |
| R80   | Koleje Mazowieckie | Warszawa Wschodnia/Warszawa Gdańska – Warszawa Jeziorki – Piaseczno – Warka – Radom Główny |
| R80   | Koleje Mazowieckie | Warszawa Gdańska – Warszawa Zachodnia – Warszawa Jeziorki – Góra Kalwaria                  |
| S4    | SKM Warszawa       | Piaseczno – Warszawa Jeziorki – Warszawa Gdańska – Zegrze Południowe                       |
| S40   | SKM Warszawa       | Piaseczno – Warszawa Jeziorki – Warszawa Gdańska – Wieliszew/Radzymin                      |

Przystanek posiada dwa perony, każdy z jedną krawędzią. Na peronach znajdują się dwie wiaty przystankowe z ławkami.
Przystanek Jeziorki jest ostatnim położonym na tej linii w granicach miasta Warszawy. Jest przystankiem granicznym pierwszej strefy biletowej w zakresie obowiązywania wspólnego biletu ZTM/KM/WKD.
Do przystanku Warszawa Jeziorki można dojechać autobusami stołecznego Zarządu Transportu Miejskiego (zespół przystankowy PKP Jeziorki).
W 2022 przy przystanku oddano do użytku parking „Parkuj i Jedź“.